# Zawidów
Zawidów (Duits: Seidenberg) is een stad in het Poolse woiwodschap Neder-Silezië, gelegen in de powiat Zgorzelecki. De oppervlakte bedraagt 6,07 km², het inwonertal 4447 (2005).

## Verkeer en vervoer
- Station Zawidów